# Aïmene Benabderrahmane
Aïmene Benabderrahmane, né le 30 août 1966 à Alger, est un homme d'État algérien. Il est  Premier ministre du 30 juin 2021 au 11 novembre 2023.

## Biographie
Né le 30 août 1966 à Alger, Aïmene Benabderrahmane est un ancien élève de  l'École nationale d'administration. 

### Carrière professionnelle
Ancien sous-directeur des travaux publics, de la construction et de l’hydraulique de l’Inspection générale des Finances (IGF). Aïmene Benabderrahmane est nommé censeur au sein de la Banque d'Algérie par Abdelaziz Bouteflika le 1er mars 2010 et occupe ce poste jusqu'en novembre 2019. 
En novembre 2019, il est nommé par le chef de l'État par intérim, Abdelkader Bensalah, au poste de gouverneur de la Banque d'Algérie en remplacement d'Amar Hiouani qui assurait l’intérim à la tête de l’institution monétaire, depuis la nomination de l'ancien gouverneur, Mohamed Loukal, au poste de ministre des Finances du gouvernement Bedoui. Il occupe ce poste jusqu'en juin 2020.

### Parcours politique

#### Ministre des Finances
Lors du remaniement ministériel partiel effectué par le président Tebboune en juin 2020, alors que le pays fait face à un risque de marasme économique, Abderrahmane Raouya  lui cède son fauteuil de ministre des Finances. En dépit de ses engagements, il ne parvient pas, à ce poste, à résoudre la crise de liquidités qui sévit en Algérie.

#### Premier ministre
Il est nommé Premier ministre le 30 juin 2021, il remplace ainsi Abdelaziz Djerad qui a démissionné à la suite des élections législatives du 12 juin précédent. Il est remplacé le 11 novembre 2023 par Nadir Larbaoui.